# 콩트르보
콩트르보(Contrevoz, 프랑스어 발음: [kɔ̃tʁəvo])는 프랑스 오베르뉴론알프 앵주의 코뮌이다. 지역 주민은 '콩트로볼라' (Controvolats)라고 부른다.

## 지리
벨레 아롱디스망, 벨레 캉통에 속해 있으며, 뷔제쉬드 코뮌공동체의 일원이다. 콩트르보 마을 외에도 프레베지외 (Préveyzieu), 부아시외 (Boissieu), 몽브레지외 (Montbreyzieu)라는 세 작은 마을이 속해 있다.

## 역사
절대왕정 시절에는 로시용에 속했으며, 1790년부터 별개의 코뮌으로 독립하였다. 
1855년 5월 12일 이곳에 속해있던 마을인 셰이니외라발므가 별개로 독립하였다.

## 명소

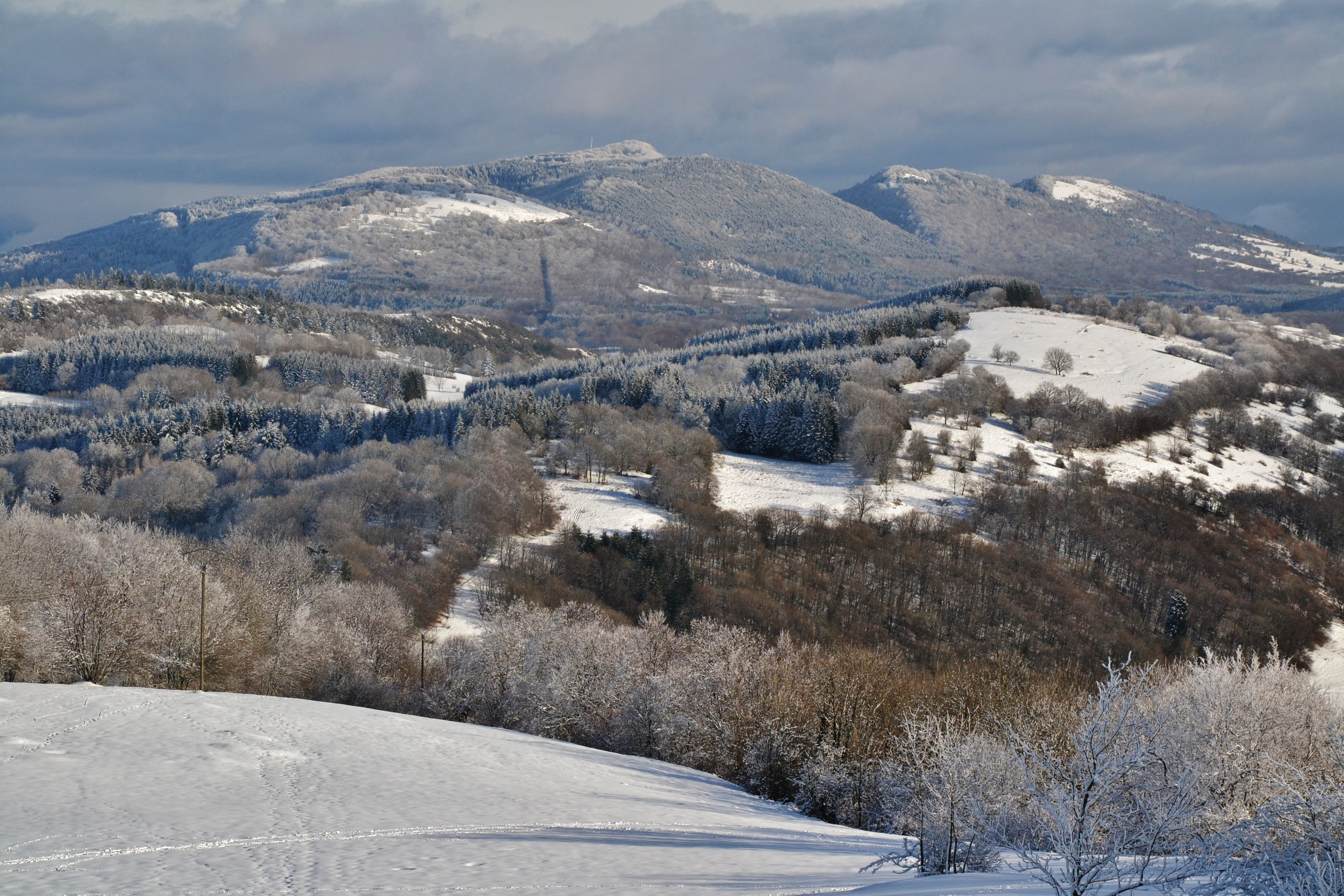
몰라르르

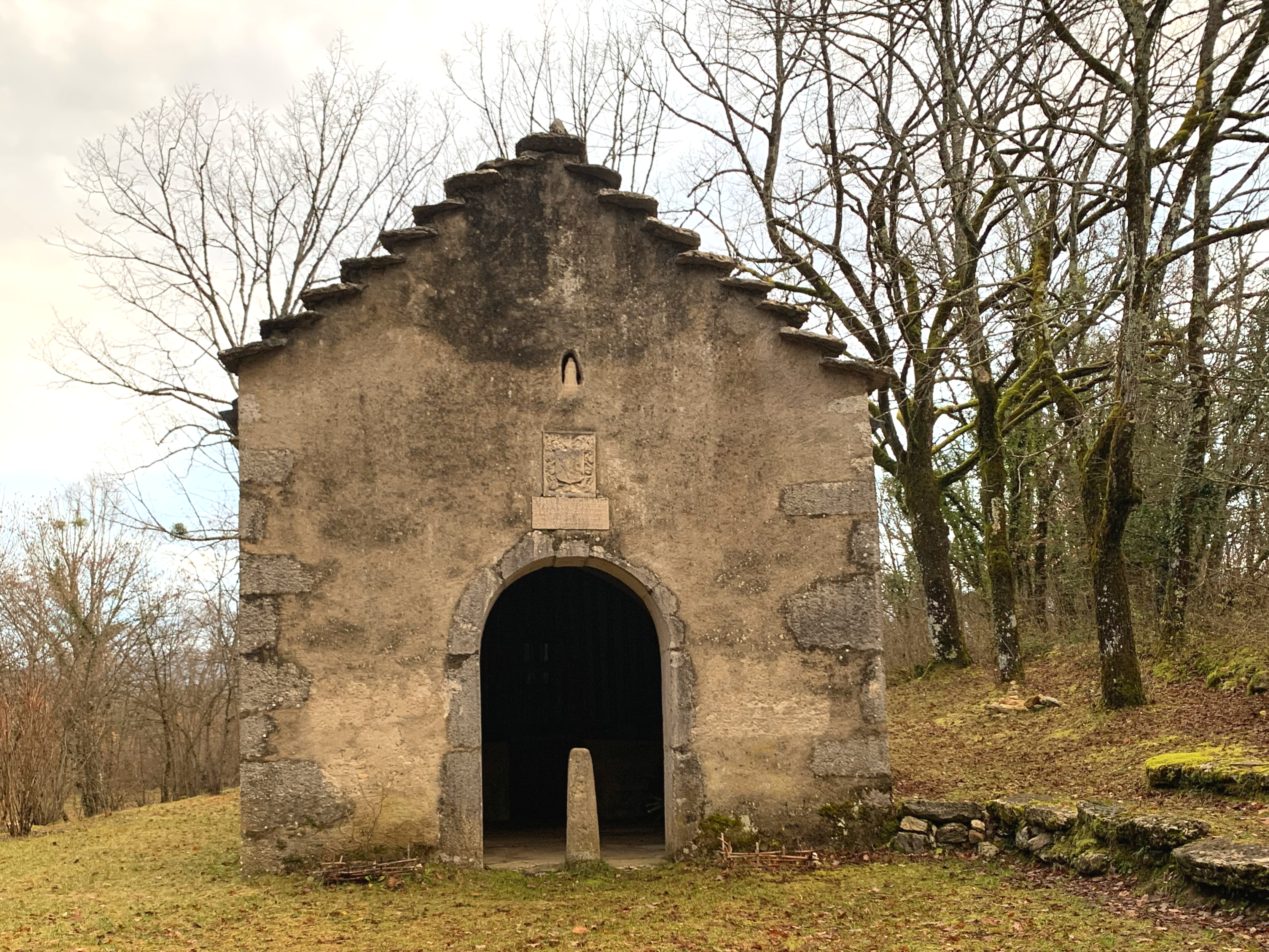
생트안 예배당

생로맹 교구 소속 교회가 이곳에 있다. 역사가 12세기 중반으로 거슬러 올라가는 유서 깊은 교회로, 신고딕 양식으로 지어져 있다.
마을 내 최고봉인 몰라르드동 (Mollard de Don) 기슭에는 1684년에 세워진 '생트안 예배당'이 있다. 

## 같이 보기
- 앵주의 코뮌 목록